# パナソニック スマートファクトリーソリューションズ
パナソニックスマートファクトリーソリューションズ株式会社（Panasonic Smart Factory Solutions Co., Ltd.）は、かつて存在したパナソニックグループのメーカー。表面実装関連装置、溶接装置などを製造していた。
パナソニック事業部のひとつであるプロセスオートメーション事業部を構成していた。

## 概要
2003年1月1日、松下電器産業（現・パナソニック）FA社と九州松下電器（現・パナソニック システムネットワークス）FA事業部が統合して設立され、以降同社グループのFA分野を担当していた。毎年高い営業利益率を出し、グループの中でも優良事業部のひとつである。
1968年、1号機を製造。以前は、松下電器産業がPanasert（パナサート、BMシリーズ等）の名で、九州松下電器がCREATE（クリエイト、CMシリーズ等）の名でそれぞれ製造していた。
実装機メーカーとしては世界最大を誇り、国内実装市場の45％、世界市場の30％（いずれも首位、第2位はシーメンスASM）のシェアをもつ。首位は1968年以来一度も譲っていない。開発拠点として甲府、門真、福岡、シンガポール、中国・蘇州市の4工場を中心に、世界全体で43の販売拠点、50のサービス拠点、12のトレーニングセンターを持つ。
チップマウンターにおいては、微小チップを高速搭載できる大型のロータリーマウンターを多く製造してきたが、最近はAMシリーズ、NPMシリーズ等、モジュラーマウンターを製造している。また、現在でもアキシャル、ラジアル挿入機を扱う数少ないメーカーである。新規事業としてライン後工程、野菜工場、ナノファイバーも手掛ける。
2017年4月、パナソニック溶接システムを吸収合併し、社名変更。

## 沿革
- 1963年（昭和38年）- 松下電器産業が生技研究所を設立。
- 1967年（昭和42年）- 九州松下電器に生産技術事業部が発足。
- 1968年（昭和43年）- 1号機・パナサートＡ挿入機を発売。
- 1975年（昭和50年）- 松下電器産業に精機事業部が発足。
- 1980年（昭和55年）- 松下電器産業が電子部品装着機の生産を開始。
- 1982年（昭和57年）- 九州松下電器が表面実装装置の生産を開始。
- 1985年（昭和60年）- 山梨県甲府工場が操業を開始。
- 1990年（平成2年）- 九州松下電器生産技術事業部がFA事業部へ名称変更。
- 2001年（平成13年）- 松下電器産業がFA社を設立。
- 2003年（平成15年）1月1日 - 松下電器産業FA社と九州松下電器FA事業部が統合し、パナソニック ファクトリーソリューションズを設立。
- 2015年（平成27年）4月 - スマートファクトリーソリューション事業部（現・プロセスオートメーション事業部）として12年3カ月ぶりにパナソニックの事業部に復帰する。
- 2017年（平成29年）4月 - パナソニック溶接システム、パナソニック溶接システム加賀を吸収合併し、パナソニックスマートファクトリーソリューションズ株式会社に社名変更。それに伴い、福岡、加賀、品川に拠点が増える。
- 2022年（令和4年）4月1日 - 所属していたプロセスオートメーション事業部ごとパナソニック コネクトに統合され消滅。

## 拠点
- 本社・門真事業所 - 大阪府門真市松葉町2番7号（北門真、西門真）
- 豊中事業所 - 大阪府豊中市稲津町3丁目1番1号
- 甲府事業所 - 山梨県中巨摩郡昭和町紙漉阿原1375番地
- 福岡事業所 - 福岡県博多区美野島
- 加賀事業所 - 石川県加賀市
- 品川事業所 - 東京都品川区

## 主な生産商品
- 電子部品実装関連（SMT）
  - チップマウンター
  - スクリーン印刷機
  - 接着剤塗布機
  - 電子部品挿入機
- ファインデバイス実装関連（ME）
  - ダイボンダ
  - プラズマクリーナー
  - フリップチップボンダー
- ドライエッチング装置
- 超高精度三次元測定機
- 電子材料（DEVICE）
  - 接着剤
  - フラックス
  - ダイボンディングペースト
  - チップコーティングペースト
  - アンダーフィル
- その他
  - 野菜工場
  - 工場トータル管理（IMF）
  - ナノファイバー
- 溶接
  - アーク溶接機
  - エアープラズマ切断機
  - 交流アーク溶接機
  - 抵抗溶接機
  - アーク溶接ロボット
- レーザ 
  - マイクロソルダリング装置
  - レーザ微細加工機
  - CO2レーザ発振器

## グループ会社
- パナソニックFSエンジニアリング
- パナソニック ファクトリーソリューションズ アジアパシフィック
- 蘇州松下生産科技有限公司
- パナソニック ファクトリーソリューションズ アメリカ社
- パナソニック ファクトリーソリューションズ ヨーロッパ社
- パナソニック溶接システム唐山有限公司
- パナソニック溶接システムインド社